# یاکوب بورکهارت

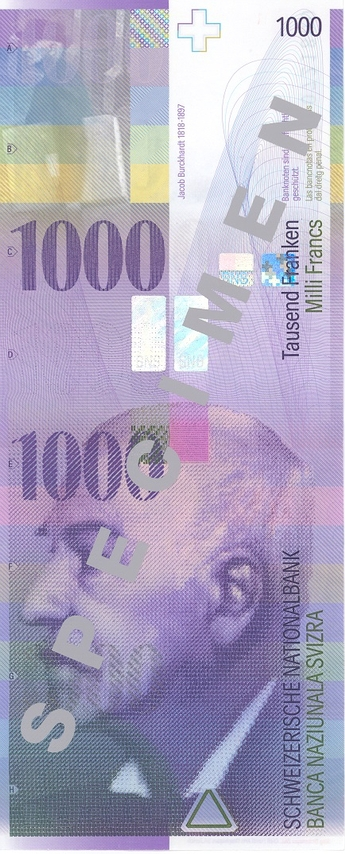
بورکهارت در سری هشتم از اسکناس سوئیس.

کارل یاکوب کریستف بورکهارت، (به آلمانی: Jacob Burckhardt)، (۲۵ مه ۱۸۱۸ تا ۸ اوت ۱۸۹۷) تاریخ‌نگار سوئیسی فرهنگ و هنر و یک چهرهٔ تأثیرگذار در تاریخ‌نگاری هر دو زمینه بود. او به عنوان یکی از بنیانگذاران اصلی تاریخ فرهنگی شناخته شده‌است. زیگفرید گیدیون دستاورد بورکهارت را این‌گونه توصیف می‌کند: "کاشف بزرگِ عصرِ رنسانس، او برای اولین بار نشان داد که چگونه یک دوره باید در تمامیت آن ارزیابی و بررسی شود، نه تنها با نظر به نقاشی، مجسمه‌سازی و معماری آن، بلکه همچنین از منظر بنیادهای اجتماعیِ زندگی روزمرۀ آن."  شناخته‌شده‌ترین اثرِ او تمدن فرهنگی رنسانس در ایتالیا (۱۸۶۰) است.

## زندگی
بورکهارت پسر یک روحانی پروتستان بود که در بازل، جایی که به تحصیل در الهیات به امید کسب جایگاه‌های دینی «نظام مقدس»  (کهانت، دیکون یا شماس، کشیش، و اسقف) پرداخت، به دنیا آمد و درگذشت. با این حال، تحت تأثیر ویلهلم مارتین لبرشت د وتِ از روحانی شدن منصرف شد. او درجهٔ تحصیلی خود را در سال ۱۸۳۹ به پایان رساند و به دانشگاه برلین رفت و به مطالعهٔ تاریخ، به ویژه تاریخ هنر پرداخت؛ که در آن زمان یک رشتهٔ نوبنیاد بود. در برلین، در سخنرانی‌های لئوپولد فون رانکه، بنیانگذار تاریخ به عنوان یک رشته دانشگاهی بر اساس منابع و مدارک، به جای نظرات شخصی، شرکت کرد. او بخشی از سال ۱۸۴۱ را در دانشگاه شهر بن، به مطالعه زیر نظر تاریخنگارِ هنر فرانتس تئودور کوگلر، کسی که اولین کتاب خود هنرهای شهرهای بلژیکی (۱۸۴۲)، را به او تقدیم کرد، پرداخت. او ازسال ۱۸۴۳ تا ۱۸۵۵ در دانشگاه بازل، و پس از آن در مدرسهٔ پلی تکنیک فدرال تدریس کرد. در سال ۱۸۵۸، او به بازل برگشت و تا سال ۱۸۹۳، زمان بازنشستگی، عهده‌دار مقام استادی بود.